# Daniel Hamiche
Pour les articles homonymes, voir Hamiche.
Daniel Hamiche, né le 1er octobre 1947 à Puteaux et mort le 29 novembre 2020 dans le 15e arrondissement de Paris, est un journaliste, blogueur, essayiste et éditeur catholique français.
D'abord militant maoïste, il s'engage ensuite au sein du courant légitimiste.

## Biographie
Daniel Hamiche fait partie dans les années 1970 du mouvement maoïste français. Il s'intéresse alors au théâtre de la Révolution française, étudiant notamment dans son ouvrage Le Théâtre et la Révolution les pièces Charles IX de Marie-Joseph Chénier et Le Jugement des rois de Sylvain Maréchal. Son engagement le conduit ensuite à se tourner vers l'écrivain Lu Xun (Lou Sin), dont il présente deux volumes d'essais. Dans son introduction, il défend la thèse officielle du gouvernement chinois d'un Lu Xun « maoïste ». Il s'y félicite de l'élimination de Liu Shaoqi lors de la révolution culturelle et intervient dans la polémique entre les sinologues Michelle Loi et Simon Leys (Pierre Ryckmans), attaquant violemment ce dernier. Il abandonne toutefois le maoïsme au profit du légitimisme lorsqu'il se convertit au catholicisme, au début des années 1980.
Royaliste, Daniel Hamiche fonde et édite la revue Bourbons Magazine et la Feuille d'Information Légitimiste, devenue par la suite Le Légitimiste. Il est notamment l'auteur de La Passion de Mel Gibson de A à Z (Sicre, 2004), le traducteur de Kinsey le corrupteur, de Kinsey en quelques questions-réponses et d'Être consommé de William Cavanaugh (Éditions de L'Homme Nouveau, 2007).
Il est aussi rédacteur dans diverses revues. Il intervient notamment dans L'Homme nouveau, pour lequel il est également verbicruciste, dans Objections, dans Le Choc du mois, dans le mensuel de Paul-Marie Coûteaux, dans Monde & Vie et dans L'Indépendance.
Il rédige le blogue Americatho, qui rend compte de l'actualité religieuse aux États-Unis. Il est également rédacteur en chef du site internet de réinformation Riposte-catholique,.
Il est président fondateur de l'« Amitié catholique France-États-Unis » et secrétaire-général de l'association Les Amis de Chesterton.
De 1993 à 2007, Daniel Hamiche assiste régulièrement Serge de Beketch dans son Libre Journal de la France courtoise, sur Radio Courtoisie. À cette date, il prend la direction du Libre journal de Chrétienté (où il est lui-même assisté d'Adélaïde Pouchol), qu'il préfère quitter en 2016, par désapprobation du « comportement insensé » d'Henry de Lesquen. En 2016, il peut donc coanimer, avec Guillaume de Thieulloy, l'émission religieuse Terres de mission sur « TV Libertés ». 
Il meurt d'un cancer à l'âge de 73 ans le 29 novembre 2020 dans le 15e arrondissement de Paris. Ses funérailles sont célébrées le 5 décembre 2020 en l'église Notre-Dame-du-Travail, à l'issue desquelles il est inhumé au cimetière parisien de Bagneux (division 81).

## Critiques
Daniel Hamiche et son site Riposte Catholique ont été critiqués pour leurs méthodes « maoistes », qui consistent, selon leurs détracteurs, dans la « mise au pilori » de ceux qui n'ont pas le même avis.

## Publications
- Le Théâtre et la Révolution : La Lutte de classes au théâtre en 1789 et en 1793, UGE, coll. « 10-18 » (no 801), 1973, 317 p., 18 cm (BNF 35235114) — en appendice : Charles IX, par Marie-Joseph Chénier et Le Jugement dernier des rois, par Pierre Sylvain Maréchal.
- La Passion de Mel Gibson de A à Z, Éditions Sicre, 2004, 169 p., 21 cm (ISBN 978-2-914352-61-1, BNF 39146166, présentation en ligne).
- L'Imposture de l'Évangile de Judas : Contre-enquête, Éditions de L'Homme nouveau, coll. « Sur le vif », 2006, 37 p., 21 cm (ISBN 978-2-915988-06-2, BNF 41081772, présentation en ligne).
- Les Oratoires européens, Paris, Éditions de L'Homme nouveau, 2007, 26 p., 21 cm (ISBN 978-2-915988-16-1, BNF 41199858).
- Fraternité Saint-Pierre : Le Dynamisme de la Tradition, Éditions de L'Homme nouveau, 2008, 28 p., 14 cm (ISBN 978-2-915988-18-5).
- Français et Mission : Cinq Saints : Cinq Continents, Éditions de L'Homme nouveau, 2008, 36 p., 21 cm (ISBN 978-2-915988-22-2, présentation en ligne).

### Traductions
- Susan Brinkmann (trad. Daniel Hamiche et Claude Mahy), Kinsey le corrupteur, Éditions de L'Homme nouveau, 2005, 108 p., 21 cm (ISBN 978-2-915988-00-0, BNF 39974537, présentation en ligne).
- William T. Cavanaugh (trad. de l'anglais par Daniel Hamiche et Denis Sureau), Être consommé : Une critique chrétienne du consumérisme, Paris, Éditions de L'Homme nouveau, 2007, 163 p., 22 cm (ISBN 978-2-915988-14-7, BNF 41187305, présentation en ligne).